# (34013) 2000 OG15
2000 OG15 (asteroide 34013) é um asteroide da cintura principal. Possui uma excentricidade de 0.21534380 e uma inclinação de 4.09712º.
Este asteroide foi descoberto no dia 23 de julho de 2000 por LINEAR em Socorro.